# Permette? Segurini
Permette? Segurini è stato un programma televisivo di genere varietà andato in onda in una edizione e quattro puntate dal 29 giugno al 27 luglio 1972 sul Programma Nazionale della Rai.

## Produzione
Diretto da Maurizio Corgnati e scritto da Tata Giacobetti, lo spettacolo, che andava in onda alle 22:10, era condotto da Nello Segurini coadiuvato da Dori Ghezzi, Giovanna, Marisa Sacchetto, Patrizia Meoni, Loredana Bertè – al suo esordio televisivo assoluto – e Meg Tarantino che erano denominate Le ragazze del piano di sopra, e si esibivano di volta in volta come coriste, ballerine, cantanti e musiciste. In ogni puntata, il conduttore veniva "sfidato" dalle sei co-conduttrici per tentare di mantenersi al passo con le mode musicali del momento.
La trasmissione aveva inoltre vari ospiti, tra cui il Quartetto Cetra, presente nella seconda puntata, che presentò Camminava voltato all'indietro, Orietta Berti, che cantò Stasera ti dico di no, Gemma Marangoni e altri.
Era registrato senza pubblico, in un'atmosfera informale e in uno studio la cui scenografia era composta da una serie di rettangoli verticali disposti in diagonale (verso l'alto e verso il basso) a specchio. Al centro vi era posto un pianoforte. La piattaforma Rai Play non ha ancora reso disponibili in streaming le puntate integrali.

## Sigla
La sigla di chiusura della trasmissione, Signor piano, era cantata da Patrizia Meoni.